# Станіславув (Білгорайський повіт)
Станіславув (пол. Stanisławów) — село в Польщі, у гміні Юзефув Білґорайського повіту Люблінського воєводства. Населення — 601 особа (2011).

## Історія
За даними етнографічної експедиції 1869—1870 років під керівництвом Павла Чубинського, у селі переважно проживали римо-католики, меншою мірою — греко-католики, які розмовляли українською мовою.
У 1975—1998 роках село належало до Замойського воєводства.

## Демографія
Демографічна структура станом на 31 березня 2011 року:
|          | Загалом | Допрацездатний вік | Працездатний вік | Постпрацездатний вік |
| -------- | ------- | ------------------ | ---------------- | -------------------- |
| Чоловіки | 308     | 70                 | 207              | 31                   |
| Жінки    | 293     | 66                 | 155              | 72                   |
| Разом    | 601     | 136                | 362              | 103                  |